# Flugplatz Marpingen

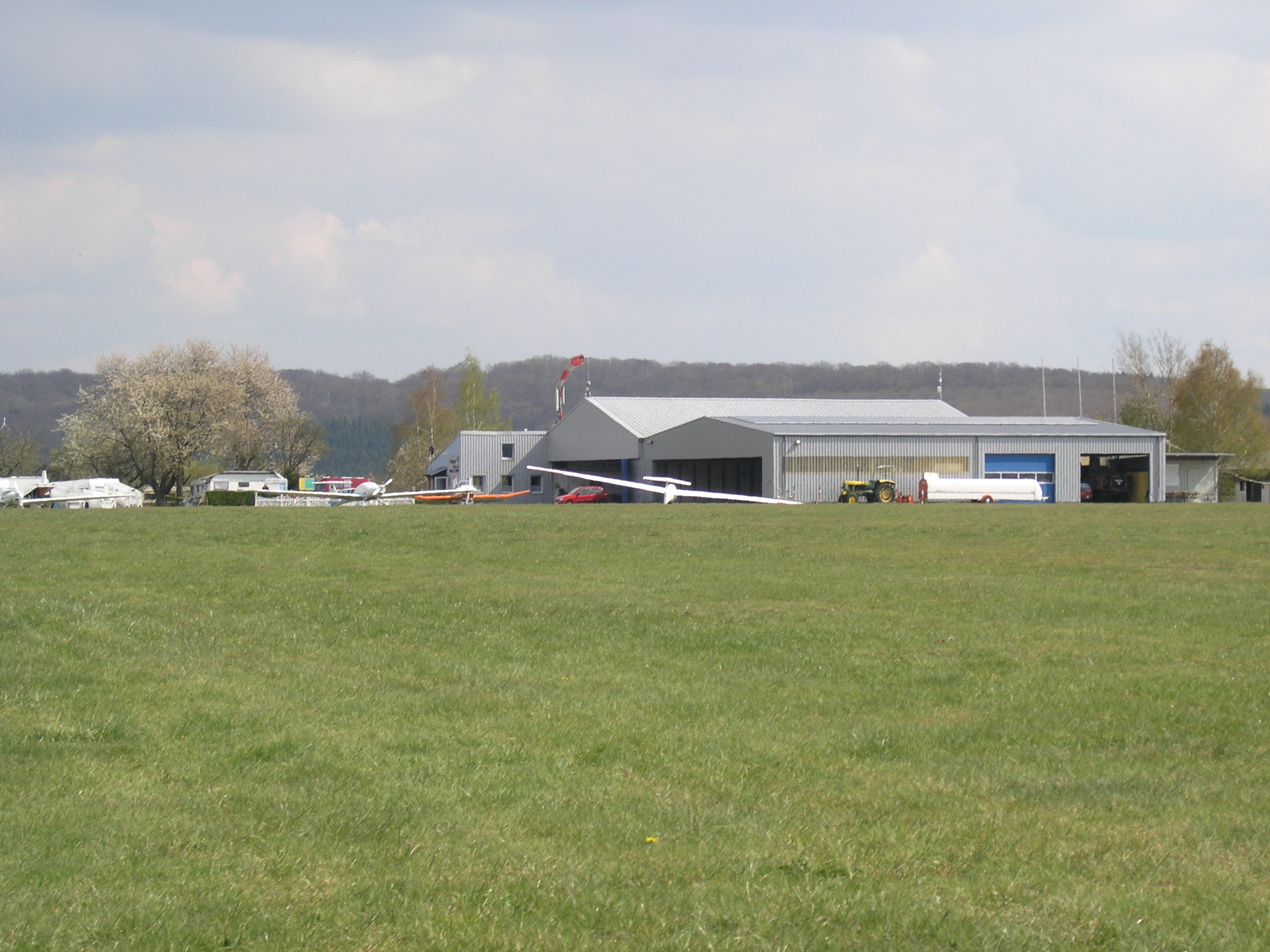
Hangar 1 von der Landebahn aus gesehen

i7
i11
i13
Der Flugplatz Marpingen (ICAO-Code: EDRC) ist ein Sonderlandeplatz, der vom Aero-Club Saar e. V. betrieben wird. Er ist nach eigenen Angaben auch das größte Segelflugzentrum im Saarland. Er ist Sitz für das Segelflugleistungszentrum „Helmut Reichmann“.

## Geschichte

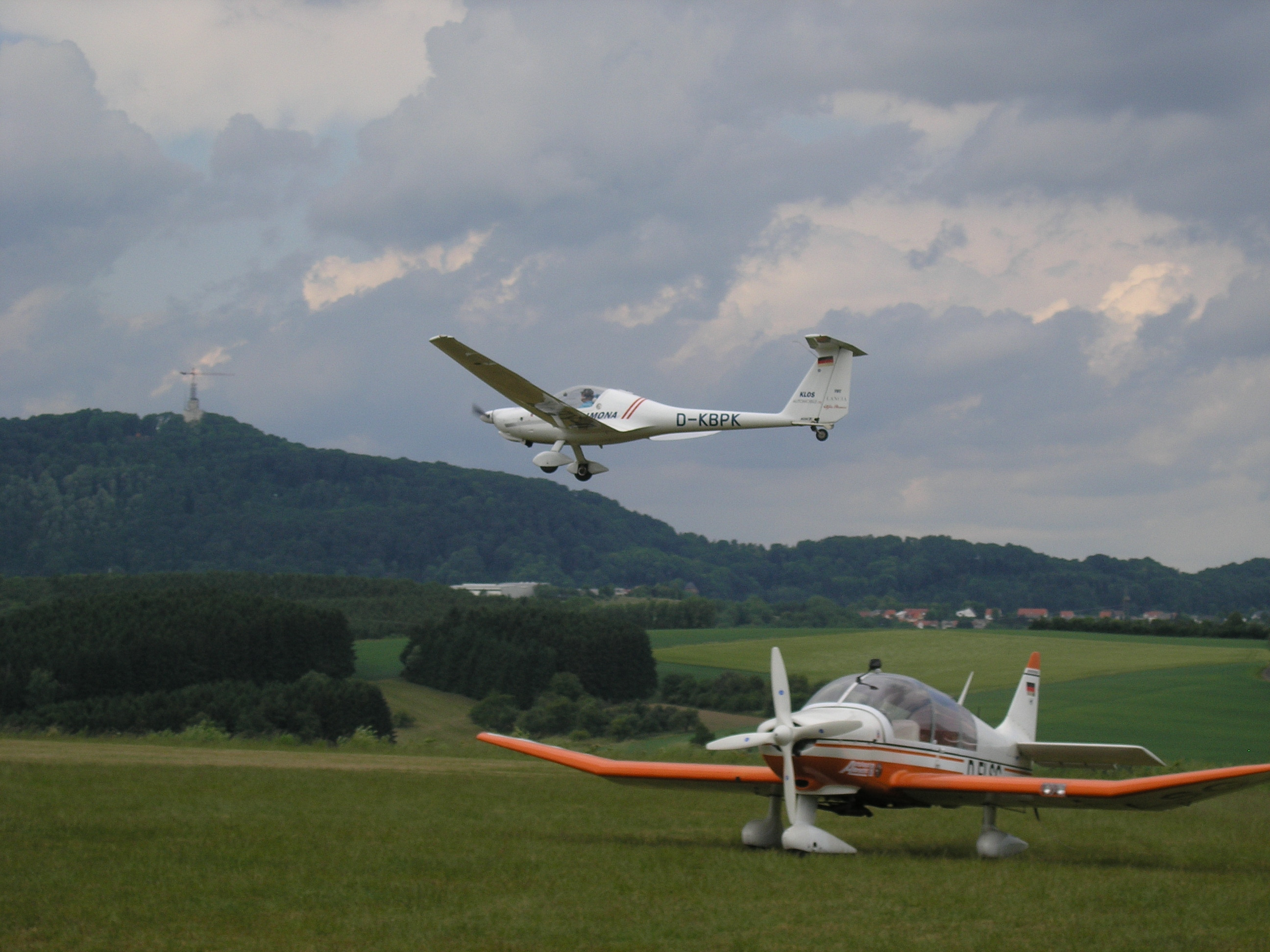
Eine Super Dimona landet in Marpingen.

Der Flugplatz wurde 1958 in Marpingen als Segelfluggelände eröffnet, nachdem der Flugplatz in Ensheim, wo die verschiedenen Vereine vorher flogen, ausgebaut werden sollte. Der Flugsportverein St. Wendel fand westlich von Marpingen ein geeignetes Gelände dafür. Im Laufe der Jahre wurde das Segelfluggelände ausgebaut. Um den Anforderungen als Landesleistungszentrum genügen zu können, wurde der Flugplatz erweitert und 1981 konnten eine verbreiterte Piste und neue Hallen in Betrieb genommen werden. Zu Ehren des 1992 verstorbenen Segelfliegers Helmut Reichmann wurde das Landesleistungszentrum nach ihm benannt.
Am 25. Mai 2021 wurde das Segelfluggelände in einen Sonderlandeplatz umgewandelt. Seitdem besitzt der Flugplatz Marpingen eine Betriebszulassung für Flugzeuge bis 2000 kg Höchstabflugmasse, Segelflugzeuge, Motorsegler, motorgetriebene Luftsportgeräte der Kategorie aerodynamisch gesteuerte Ultraleichtflugzeuge (ausgenommen Tragschrauber und Ultraleichthubschrauber) und Freiballone. Als Startarten sind zugelassen: Eigenstart, Flugzeugschlepp und Windenstart.

## Nutzung
Zurzeit sind nach eigenen Angaben etwa 44 Segler mit oder ohne Motor sowie Schleppflugzeuge in Marpingen stationiert. Der Platz wird von 4 Vereinen genutzt: Der Akaflieg Saarbrücken, dem FSV Illtal, dem FSV Saarbrücken dem FSV St. Wendel. Der Aero-Club Saar (Landesluftsportverband des Saarlandes) betreibt hier seine Geschäftsstelle. In Marpingen finden jedes Jahr einige Meisterschaften statt, so z. B. 2008 und 2011 die Offenen Südwestmeisterschaften im Segelflug, 1995 die Internationalen Europameisterschaften der Frauen oder 2013 die Deutsche Meisterschaft im Segelflug.
Auf dem Gelände des Flugplatzes befindet sich ein kleiner Campingplatz, ein Vereinsheim der Akaflieg Saarbrücken, des FSV Illtal und ein Vereinslokal im Betrieb des FSV St. Wendel.

### Bundeswehrstützpunkt
Zur Saison 2015 wurde die Sportfördergruppe der Bundeswehr für Segelflug nach Marpingen verlegt. Die Sportsoldaten, die am Flugplatz in Marpingen für Welt- und Europameisterschaften trainieren sollen, sind in Lebach stationiert.

## Marpingen Airshow
Bevor die Marpingen Airshow im August 2011 das erste Mal stattfand, gab es jedes Jahr ein Flugplatzfest, bei dem der Schwerpunkt eher auf dem Betrachten von Flugzeugen als auf dessen Flugleistungen lag. Bei der Airshow wurde das Konzept grundlegend überarbeitet und so konnten die Zuschauer Vorführungen von Piloten wie Matthias Dolderer oder Philipp Steinbach mit seiner Eigenentwicklung SBach 300 sehen.